# 格拉西 (馬歇爾縣)
格拉西（英語：Grassy）是一個位於美國阿拉巴馬州馬歇爾縣的非建制地區。該地的面積和人口皆未知。

## 地理
格拉西的座標為34°21′15″N 86°26′12″W / 34.35417°N 86.43667°W，而該地的平均海拔高度為310米（即1030英尺）。